# Dull Boy
Dull Boy è un singolo del 2007, incluso nella raccolta By the People, for the People del gruppo alternative metal statunitense Mudvayne. Il brano è stato poi incluso nell'album The New Game.

## Testo
All'inizio della canzone, Chad Gray ripete la frase "All work and no play makes me a dull boy" per quattro volte, partendo con un sussurro e arrivando a urlarla a piena voce. Chiaramente, la frase è un riferimento al film Shining, del 1980, diretto da Stanley Kubrick.

## Video
Per il video musicale, il gruppo è stato registrato di fronte a un green-screen. In seguito, il video è stato pubblicato sul sito ufficiale del gruppo; in questo modo, tutti potevano modificare lo sfondo dietro il gruppo e creare una propria versione del videoclip.

## Classifiche
| Classifica    | Posizione massima |
| ------------- | ----------------- |
| US Mainstream | 17                |